# Eurovision Song Contest 1976
Il ventunesimo Gran Premio Eurovisione della Canzone si tenne a L'Aia (Paesi Bassi) il 3 aprile 1976.

## Storia
Svezia, Malta e Turchia si ritirarono dal concorso del 1976, ma Austria e Grecia aderirono di nuovo, portando così il numero di partecipanti a 18. Ci fu un aumento notevole nel numero dei Paesi non di madre lingua inglese, come l'Austria, la Finlandia, i Paesi Bassi, la Norvegia e la Svizzera, che scelsero di cantare in inglese. Per la prima volta era possibile usare una base musicale preregistrata nel caso in cui l'orchestra non potesse riprodurre alcuni passaggi musicali. L'ex partecipante e vincitrice per i Paesi Bassi Corry Brokken fu la presentatrice. La Francia diede 4 punti alla Jugoslavia, ma essi non furono menzionati durante la raccolta dei voti; poiché lo scrutinatore non si accorse dell'accaduto essi non furono mai inclusi nel risultato finale.
Il Regno Unito vinse il “Gran Premio” con il brano Save your kisses for me, che fu interpretato dal gruppo Brotherood of Man e si trasformò in un colpo in un successo, che vendette oltre sei milioni copie nel mondo. Il gruppo Les Humphries, per la Germania Ovest, si classificò al dodicesimo posto con Sing, sang, song, e Peter, Sue e Mark, al concorso per la seconda volta, furono quarti con Djambo Djambo, rappresentando la Svizzera. L'Italia è rappresentata da Al Bano e Romina Power; Noi lo rivivremo di nuovo fu il brano con il quale si classificarono al settimo posto.

## Stati partecipanti

Stati partecipanti
Paesi che hanno partecipato in passato ma non nel 1976

Stati partecipanti
     Paesi che hanno partecipato in passato ma non nel 1976
| Stato                       | Artista                  | Brano                                 | Lingua            | Processo di selezione                                |
| --------------------------- | ------------------------ | ------------------------------------- | ----------------- | ---------------------------------------------------- |
| Austria                     | Waterloo & Robinson      | My Little World                       | Inglese           | Interno                                              |
| Belgio                      | Pierre Rapsat            | Judy et Cie                           | Francese          | Eurosong 1976, 21 gennaio 1976                       |
| Finlandia                   | Fredi & Ystävät          | Pump-Pump                             | Inglese           | Euroviisukarsinta 1976, 31 gennaio 1976              |
| Francia                     | Catherine Ferry          | Un, deux, trois                       | Francese          | Finale nazionale, 29 febbraio 1976                   |
| Germania                    | Les Humphries Singers    | Sing Sang Song                        | Tedesco           | Ein Lied für Den Haag, 1º febbraio 1976              |
| Grecia                      | Mariza Koch              | Panagia Mou, Panagia Mou              | Greco             | Interno                                              |
| Irlanda                     | Red Hurley               | When                                  | Inglese           | National Song Contest 1976, 8 febbraio 1976          |
| Israele                     | Chocolate, Menta, Mastik | Emor Shalom                           | Ebraico           | Interno per l'artista; Finale nazionale per il brano |
| Italia                      | Albano & Romina Power    | We'll Live It All Again (Lo rivivrei) | Italiano, Inglese | Interno                                              |
| Jugoslavia                  | Ambasadori               | Ne mogu skriti svoju bol              | Bosniaco          | Opatija Festival 1976                                |
| Lussemburgo                 | Jürgen Marcus            | Chansons pour ceux qui s'aiment       | Francese          | Finale nazionale                                     |
| Norvegia                    | Anne-Karine Strøm        | Mata Hari                             | Inglese           | Melodi Grand Prix 1976, 7 febbraio 1976              |
| Paesi Bassi (organizzatore) | Sandra Reemer            | The Party's Over                      | Inglese           | Nationaal Songfestival 1976, 18 febbraio 1976        |
| Portogallo                  | Carlos do Carmo          | Uma flor de verde pinho               | Portoghese        | Festival da Canção 1976, 7 marzo 1976                |
| Principato di Monaco        | Mary Christy             | Toi, la musique et moi                | Francese          | Interno                                              |
| Regno Unito                 | Brotherhood of Man       | Save Your Kisses for Me               | Inglese           | A Song For Europe 1976, 25 febbraio 1976             |
| Spagna                      | Braulio                  | Sobran las palabras                   | Spagnolo          | Finale nazionale, 28 febbraio 1976                   |
| Svizzera                    | Peter, Sue & Marc        | Djambo, Djambo                        | Inglese           | Concours Eurovision 1976, 14 gennaio 1976            |

## Struttura di voto
Ogni Paese premia con dodici, dieci, otto e dal sette all'uno punti le proprie dieci canzoni preferite.

## Orchestra
Diretta dai maestri: Alyn Ainsworth (Regno Unito), Esad Arnautalic (Jugoslavia), Juan Barcons (Spagna), Michel Bernholc (Belgio), Raymond Donnez (Monaco), Maurizio Fabrizio (Italia), Les Humphries (Germania), Matti Kaspi (Israele), Noel Kelehan (Irlanda), Erich Kleinschuster (Austria), Thilo Krassman (Portogallo), Jo Plée (Lussemburgo), Tony Rallo (Francia), Mike Rozakis (Grecia), Ossi Runne (Finlandia), Frode Thingnaes (Norvegia) e Harry van Hoof (Paesi Bassi).

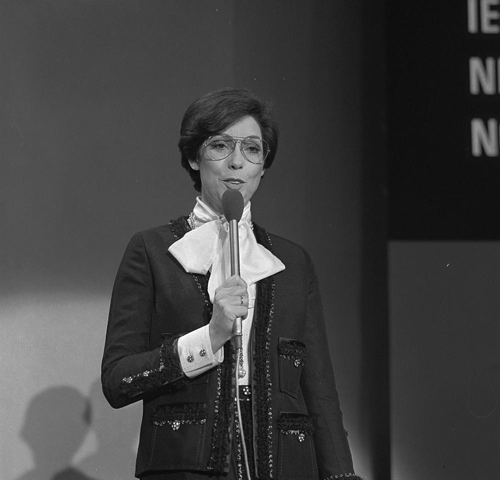
Corry Brokken, presentatrice dell'Eurovision nel 1976

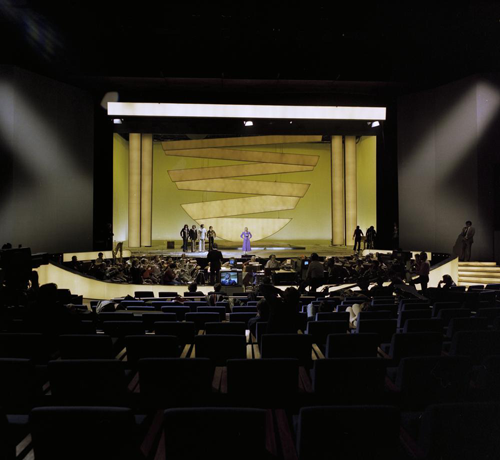
Il palcoscenico dell'Eurovision Song Contest 1976, realizzato da Roland de Groot

## Classifica
| N° | Stato          | Cantante               | Canzone                                             | Punti | Posizione |
| -- | -------------- | ---------------------- | --------------------------------------------------- | ----- | --------- |
| 01 | Regno Unito    | Brotherhood of Man     | Save Your Kisses For Me                             | 164   | 1         |
| 02 | Svizzera       | Peter, Sue & Marc      | Djambo, Djambo                                      | 91    | 4         |
| 03 | Germania Ovest | Les Humphries Singers  | Sing, sang, song                                    | 12    | 15        |
| 04 | Israele        | Shokolad Menta Mastik  | Emor shalom                                         | 77    | 6         |
| 05 | Lussemburgo    | Jürgen Marcus          | Chansons pour ceux qui s'aiment                     | 17    | 14        |
| 06 | Belgio         | Pierre Rapsat          | Judy et cie                                         | 68    | 8         |
| 07 | Irlanda        | Vincent 'Red' Hurley   | When                                                | 54    | 10        |
| 08 | Paesi Bassi    | Sandra Reemer          | The Party's Over                                    | 56    | 9         |
| 09 | Norvegia       | Anne Karine Strøm      | Mata Hari                                           | 7     | 18        |
| 10 | Grecia         | Mariza Koch            | Panaghia mou, panaghia mou                          | 20    | 13        |
| 11 | Finlandia      | Fredi & Ystävät        | Pump pump                                           | 44    | 11        |
| 12 | Spagna         | Braulio                | Sobran las palabras                                 | 11    | 16        |
| 13 | Italia         | Al Bano e Romina Power | We'll Live It All Again (Noi lo rivivremo di nuovo) | 69    | 7         |
| 14 | Austria        | Waterloo & Robinson    | My Little World                                     | 80    | 5         |
| 15 | Portogallo     | Carlos do Carmo        | Uma flor de verde pinho                             | 24    | 12        |
| 16 | Monaco         | Mary Christy           | Toi, la musique et moi                              | 93    | 3         |
| 17 | Francia        | Catherine Ferry        | Un, deux, trois                                     | 147   | 2         |
| 18 | Jugoslavia     | Ambasadori             | Ne mogu skriti svoj bol                             | 10    | 17        |

12 punti
| N. | A                    | Da                                                               |
| -- | -------------------- | ---------------------------------------------------------------- |
| 7  | Regno Unito          | Belgio, Grecia, Israele, Norvegia, Portogallo, Spagna, Svizzera  |
| 5  | Francia              | Austria, Germania, Jugoslavia, Paesi Bassi, Principato di Monaco |
| 1  | Belgio               | Finlandia                                                        |
| 1  | Italia               | Irlanda                                                          |
| 1  | Irlanda              | Italia                                                           |
| 1  | Principato di Monaco | Lussemburgo                                                      |
| 1  | Portogallo           | Francia                                                          |
| 1  | Svizzera             | Regno Unito                                                      |